# 韋恩·布萊克
韋恩·哈密爾頓·布莱克（英語：Wayne Hamilton Black，1973年11月14日—）是辛巴威职业网球运动员，曾與同胞凱文·尤里耶特奪得2001年澳網、2005年澳網雙打冠軍，2005年宣布退役。

## 外部連結
- 韋恩·布萊克（英文/西班牙文）的官方資料
- 韋恩·布莱克的國際網球總會 職業／青少年 官方資料（英文）
- 韋恩·布萊克的官方資料（英文）